# BID
آگونیست مرگ واکنش‌دهنده با دومِـین BH3 (انگلیسی: BH3 interacting-domain death agonist) یک پروتئین است که در انسان توسط ژن «BID» کُدگذاری می‌شود.
این پروتئین عضوی از خانواده Bcl-2 است که القاکنندهٔ آپوپتوز هستند و یک تا چهار دومِـین خاص مشترک (BH3, BH2, BH1 و BH4) در ساختار خود دارند.
این پروتئین با کاسپاز ۸ تعامل پروتئین-پروتئین دارد.
پروتئین BID فقط دارای دومین BH3 است. با دریافت سیگنال‌های آغازکنندهٔ آپوپتوز، این پروتئین به BAX چسبیده و موجب انتقال و نفوذ آن به‌درون غشاء اندامک‌ها - به‌ویژه میتوکندری‌ها - می‌گردد. بیان ژن «BID» توسط ژن سرکوب‌گر تومور «پی۵۳» تشدید می‌شود و ثابت شده که پروتئین BID در «آپوپتوز با واسطهٔ پی۵۳» نقش دارد.
پژوهش‌ها نشان داده‌است که کاسپاز ۸ و سوبسترای آن پروتئین BID، در اثر مولکول‌های تحریک‌کنندهٔ آپوپتوز فعال می‌شوند. مادهٔ اِن-هیدروکسیل-اِل-آرژنین (NOHA) که یکی از محصولات میانی طی تبدیل اِل آرژینین به نیتریک اکسید است، کاسپاز ۸ را فعال می‌کند که تجزیهٔ پروتئین BID را به‌دنبال دارد و از این طریق، آپوپتوز شروع می‌شود. مادهٔ ۱-متیل-۴-فنیل۱٬۲٬۳٬۶-تتراهیدروپیریدین (MPTP) فعال‌شدن کاسپاز ۹ از طریق سیتوکروم سی فعال می‌کند که در نهایت مجدداً فعال‌شدن کاسپاز ۸ و تجزیهٔ پروتئین BID را در پی دارد. آسپیرین و کورکومین هم می‌توانند کاسپاز ۸ را فعال کرده و سبب تجزیهٔ پروتئین BID شوند و موجب تغییرات تطابقی ساختاری و جابجایی در BAX و رهاسازی سیتوکروم سی گردند.